# Aires protégées en Belgique
Les aires protégées en Belgique répondent à plusieurs législations différentes. Depuis 1980, la conservation de la nature est une matière dévolue aux régions (Flandre, Wallonie et Bruxelles-Capitale). Chacune d'entre elles élabore ses plans d'actions et définit les réglementations relatives aux espaces naturels protégés en fonction de leurs plans d'aménagement du territoire.

## Principes généraux
Les aires protégées communes aux trois régions sont définies par la loi de conservation de la nature du 12 juillet 1973 modifiée par le décret du 6 décembre 2001 pour inclure la gestion des sites Natura 2000.

### Natura 2000

Logo de Natura 2000.

En vertu du décret de 2001, les trois régions appliquent les directives Oiseaux et Habitats en désignant des sites inscrits au réseau Natura 2000.

#### Bruxelles-Capitale
La Directive Habitat a été initialement transposée en droit bruxellois par l'arrêté du 26 octobre 2000 relatif à la conservation des habitats naturels ainsi que de la faune et de la flore sauvages et modifiée à deux reprises (arrêtés de modification du 28 novembre 2002 et du 24 novembre 2005). Trois sites ont été créés à la suite de cet arrêté :
- la forêt de Soignes avec ses lisières, les domaines boisés avoisinants et la vallée de la Woluwe (2071 ha) ;
- les zones boisées et ouvertes au sud de la Région bruxelloise (134 ha) ;
- les zones boisées et les zones humides de la vallée du Molenbeek dans le nord-ouest de la Région bruxelloise (116 ha).

Aucun site correspondant à la Directive Oiseaux n'a été créé.

#### Flandre
Les directives Habitat et Oiseaux ont été transposées en droit flamand en désignant des zones de protection spéciale pour les oiseaux et des zones de protection spéciale pour les habitats qui font partie du réseau Natura 2000.
La région compte 38 Zones de protection spéciale Habitats (ou speciale beschermingszone (SBZ) habitats), ainsi que 23 Zones de protection spéciale Oiseaux (ou speciale beschermingszone (SBZ) vogels):

#### Wallonie
Les sites Natura 2000 couvrent 220 944 ha pour 240 sites en 2022, soit environ 13 % de la surface de la région.

### Réserves naturelles et forestières
La loi de 1973 prévoit quatre types de réserve naturelle en Belgique : 
- la réserve naturelle intégrale : créée dans le but d'y laisser les phénomènes naturels évoluer (elles correspondent alors à la catégorie Ia de l'IUCN) ;
- la réserve naturelle dirigée : mise en place d'une gestion appropriée visant à la maintenir dans son état (correspondent alors à la catégorie IV de l'IUCN) ;
- la réserve naturelle domaniale : érigée par le Roi sur des terrains appartenant à l’État, pris en location par lui ou mis à sa disposition à cette fin ;
- la réserve naturelle agréée : gérée par une personne physique ou morale autre que l'État et reconnue par le Roi, à la demande du propriétaire des terrains et avec l'accord de leur occupant.

Les réserves naturelles belges interdisent a minima :
- de tuer, de chasser ou de piéger de n'importe quelle manière les animaux, de déranger ou de détruire leurs jeunes, leurs œufs, leurs nids ou leurs terriers ;
- d'enlever, couper, déraciner ou mutiler des arbres et des arbustes, de détruire ou d'endommager le tapis végétal ;
- de procéder à des fouilles, sondages, terrassements, exploitations de matériaux, d'effectuer tous travaux susceptibles de modifier le sol, l'aspect du terrain, les sources et le système hydrographique, d'établir des conduites aériennes ou souterraines, de construire des bâtiments ou des abris et de placer des panneaux et des affiches publicitaires ;
- d'allumer des feux et de déposer des immondices.

La loi crée également le statut de réserve forestière afin de protéger une forêt ou partie de celle-ci « dans le but de sauvegarder des faciès caractéristiques ou remarquables des peuplements d'essences indigènes et d'y assurer l'intégrité du sol et du milieu ».
À Bruxelles, 14 réserves naturelles ont été créées pour protéger des milieux plutôt rares dans la région. Parallèlement, deux réserves forestières ont été créées pour protéger respectivement des habitats et paysages forestiers typiques et particuliers. Toutes sont gérées par Bruxelles Environnement.
En Wallonie, il existe en 2022 153 réserves naturelles agréées, 206 réserves naturelles domaniales et 16 réserves naturelles forestières.
Le terme de réserve naturelle privée, parfois utilisé, ne correspond lui à aucun statut officiel.

## Parc National
Bien qu'il s'agisse d'une dénomination commune aux régions flamandes et wallonnes, et malgré la dénomination, les parcs nationaux sont créés sur  initiatives régionales en Belgique.
En 1998 le gouvernement flamand mandate le Regionaal Landschap de Campine et Maasland de mettre en place un parc national de la Haute Campine dans la province du Limbourg. Celui-ci est inauguré officiellement le 26 mars 2006 et devient le premier parc national de Belgique.

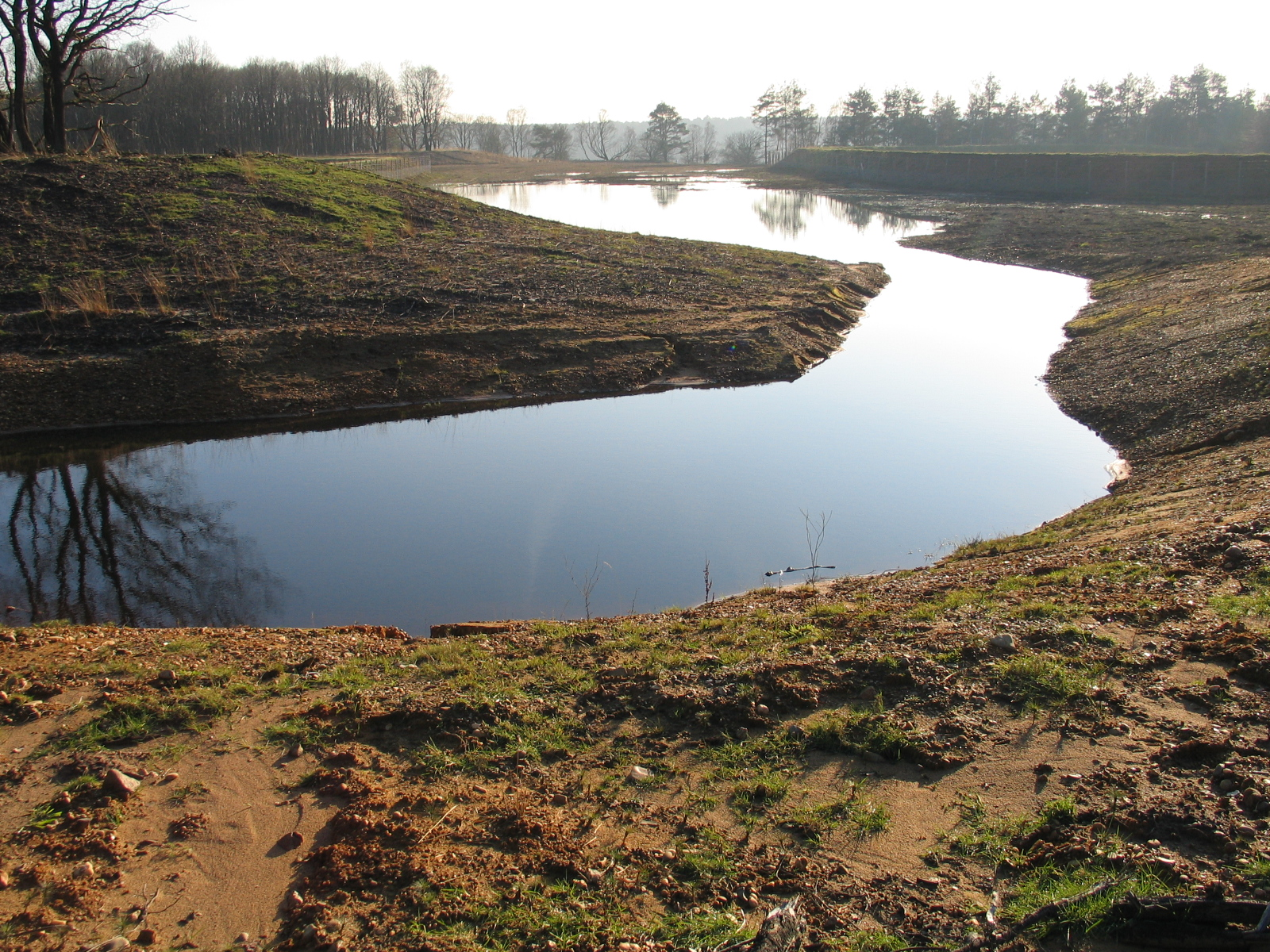
La Campine.

Le 9 décembre 2022, la Région wallonne a créé ses deux premiers parcs nationaux : le Parc national de l'Entre-Sambre-et-Meuse et le Parc national de la Vallée de la Semois.

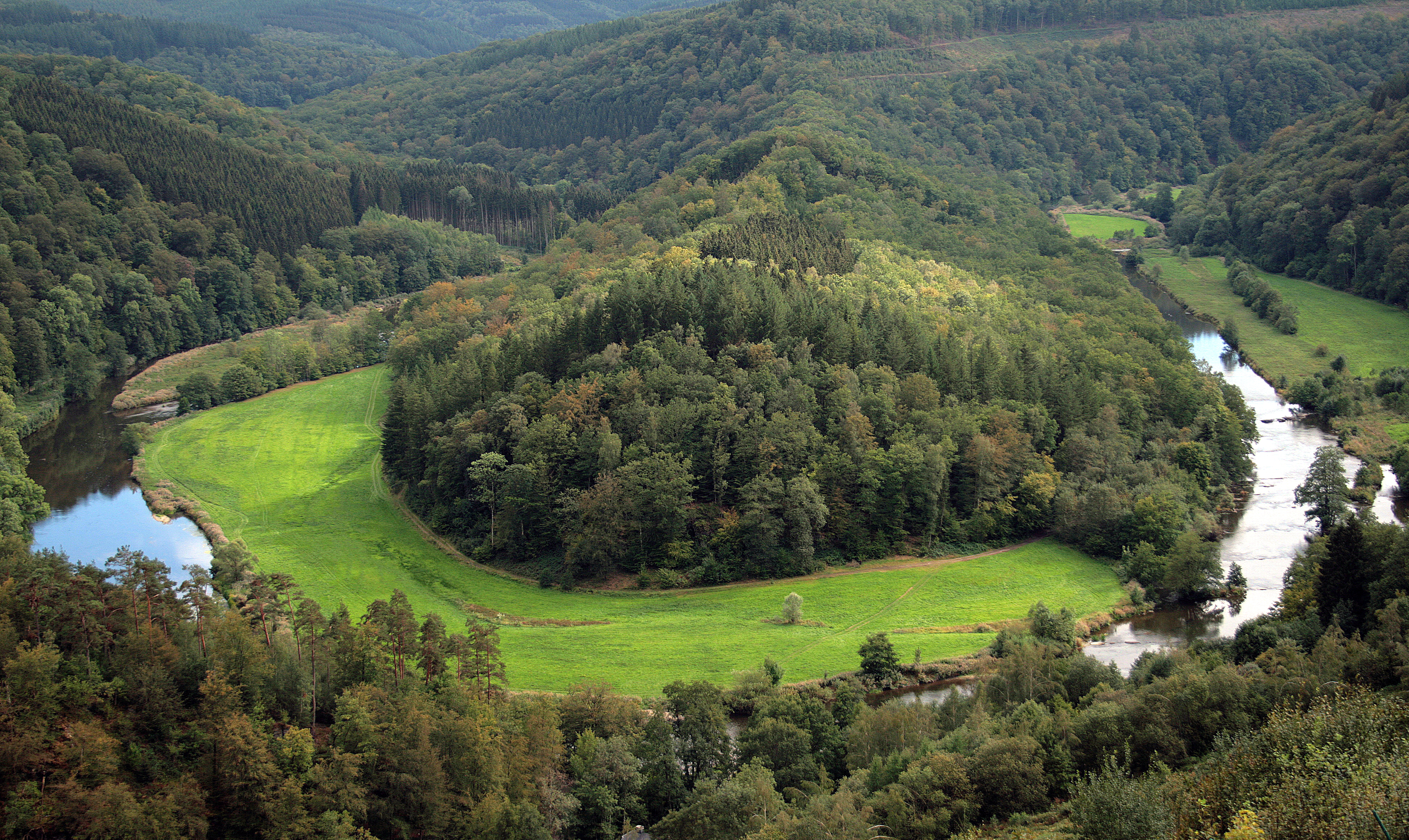
Tombeau du Géant surplombant la Semois, sur la commune de Bouillon, dans le parc national de la Vallée de la Semois
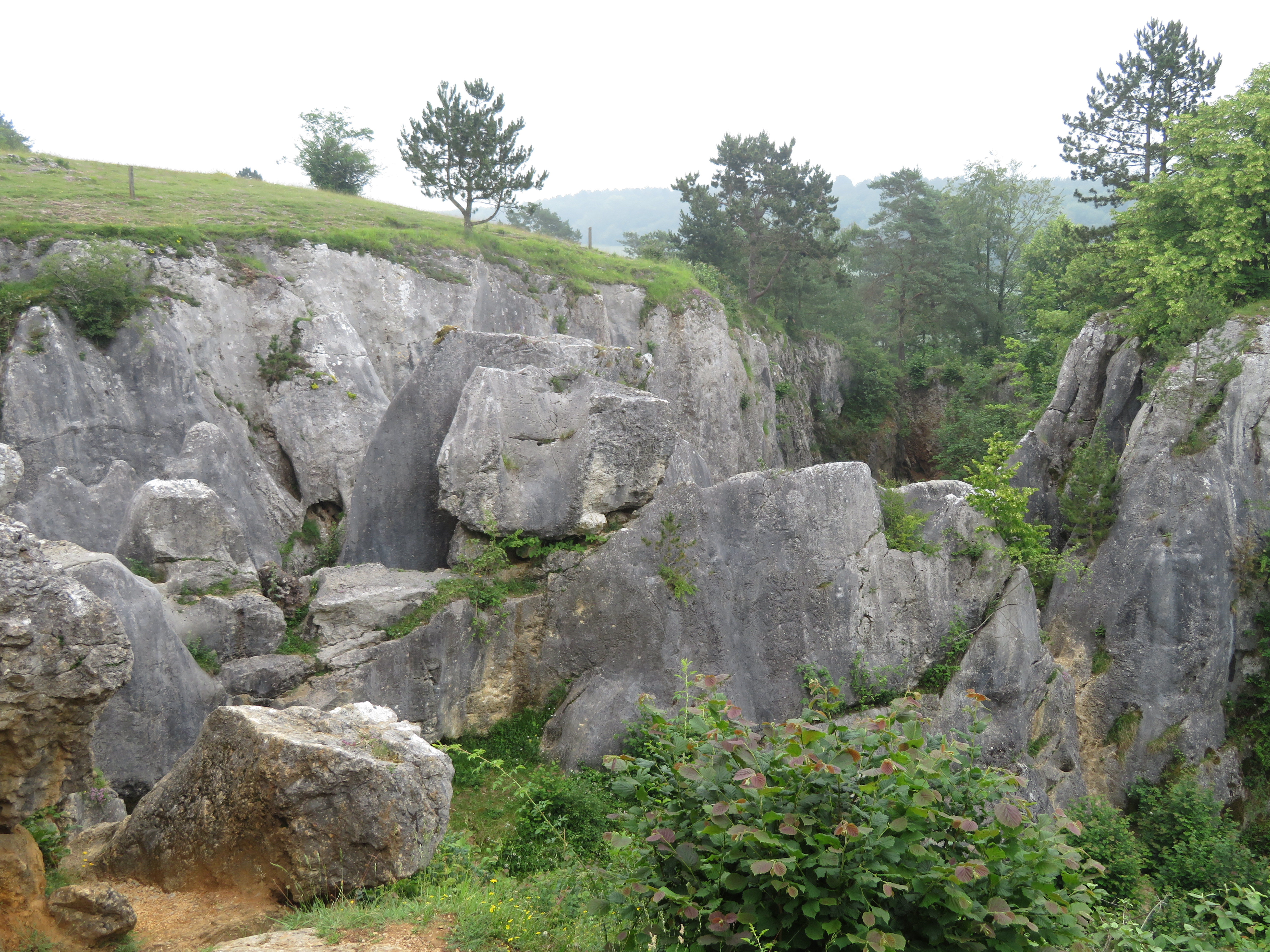
Fondry des Chiens dans le parc national de l'Entre-Sambre-et-Meuse.

Le 13 octobre 2023, trois nouveaux parcs nationaux sont créés par le gouvernement flamand, portant à 6 le nombre total de parcs nationaux en Belgique :
- Bosland ;
- Vallée de l'Escault (Scheldevallei) ;
- Forêts brabançonnes (Brabantse Wouden).

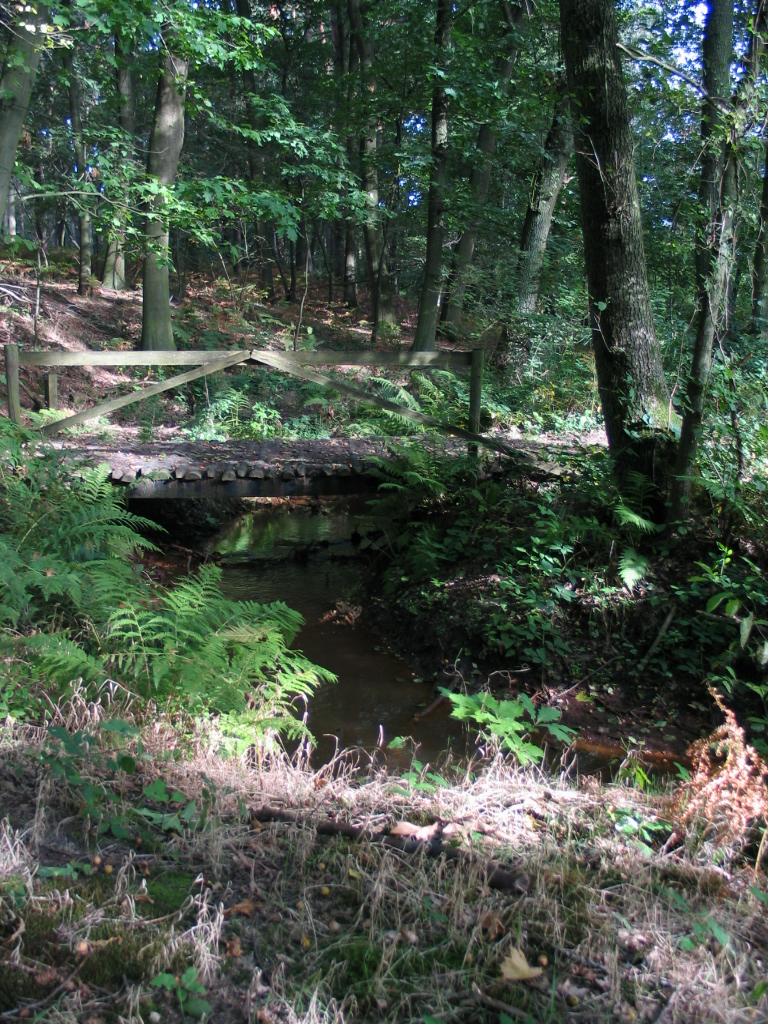
Bosland ;
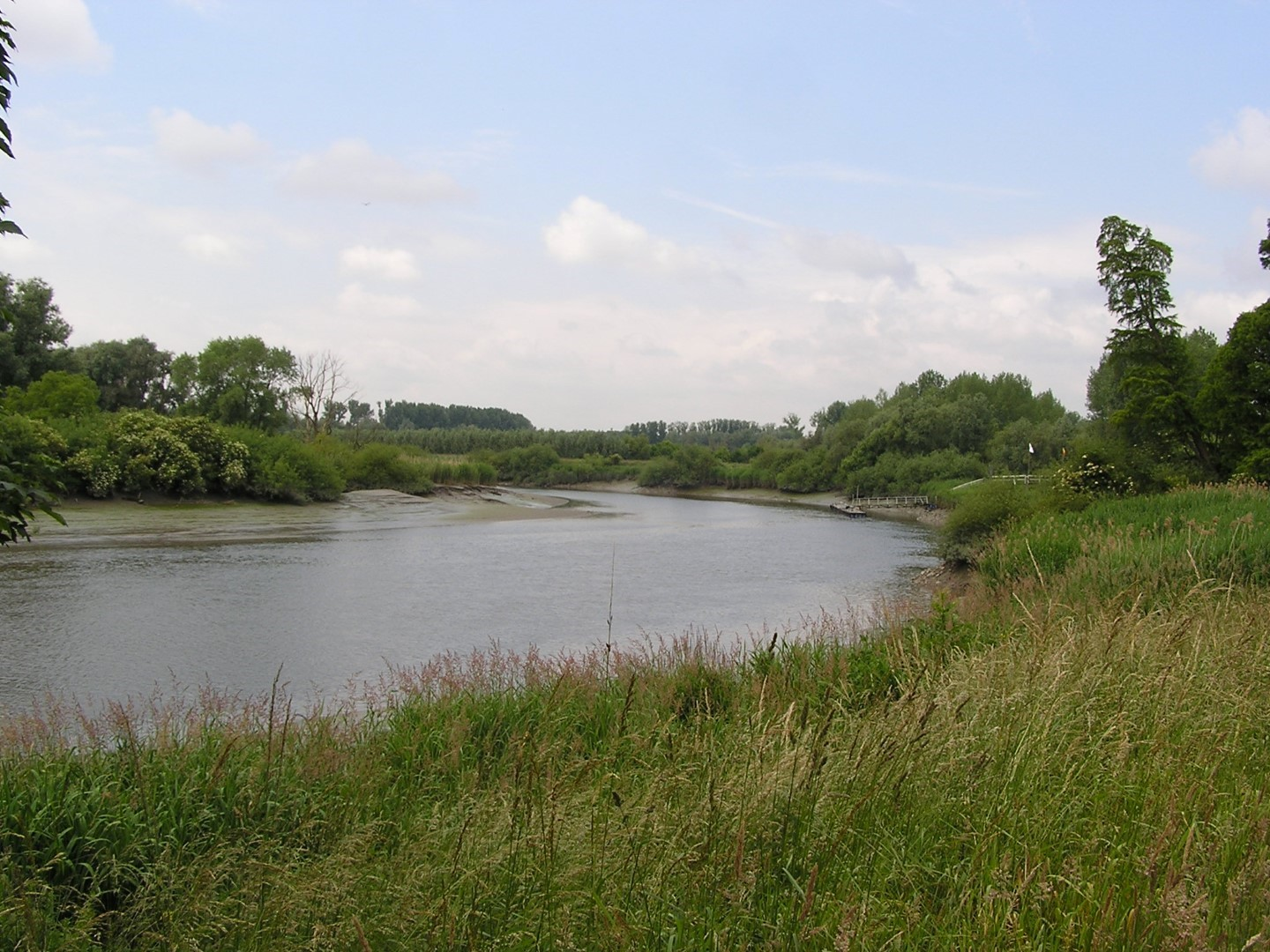
l'Escault à Hamme ;
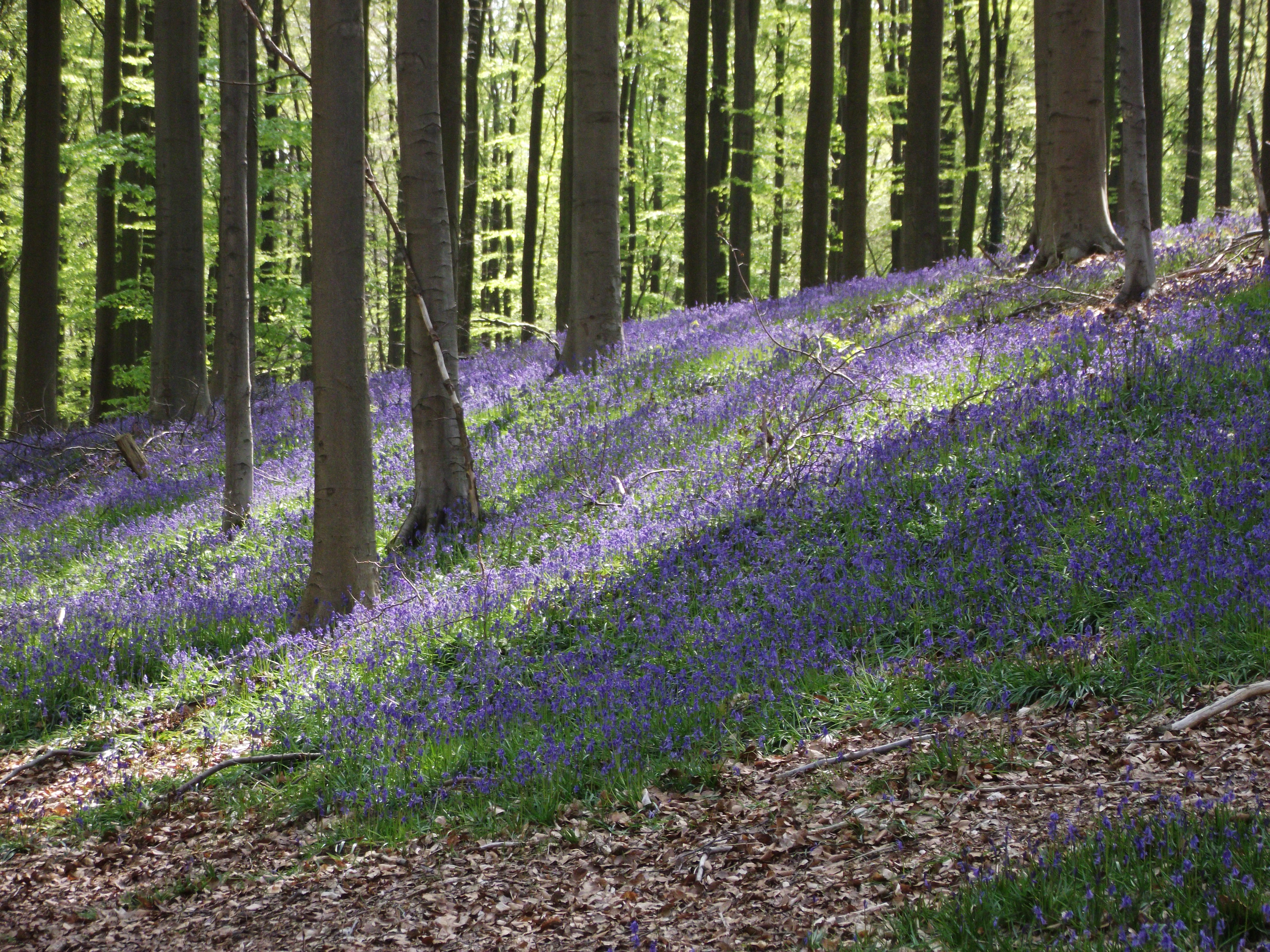
Sous-bois tapissé de jacinthes sauvages dans la forêt de Hal, dans le Brabant.

## Aires protégées à Bruxelles
En complément de la loi de 1973, le gouvernement bruxellois établit en 1995 une ordonnance « relative à la conservation et à la protection de la nature » qui précise les statuts de réserves naturelles (régionales) et forestières sur son territoire.
En 2002, elle crée également le statut de réserve archéologique afin de conserver deux sites datant du Néolithique et d’âge romain ou pré-romain en forêt de Soignes.

## Aires protégées en Wallonie
En complément de la loi de 1973, le gouvernement wallon définit au niveau régional des statuts d'aires protégées complémentaires :
- parc naturels
- zone humide d'intérêt biologique (ZHIB)
- cavité souterraine d'intérêt scientifique (CSIS).

### Parcs naturels

Logo de la Fédération des parcs naturels

Les parcs naturels reposent sur un décret du gouvernement wallon de 1985 largement modifié en 2008. Ils sont inspirés des parcs naturels régionaux français, comme territoires développés selon le modèle du développement durable, en associant développement des activités humaines et préservation de la flore et de la faune variées et souvent précieuses. Ils  sont sensiblement équivalents aux regionale landschappen en Région flamande[réf. souhaitée].
Les textes législatifs précisent qu'un parc naturel est, en Wallonie, « un territoire rural, d'un haut intérêt biologique et géographique » sur lequel sont prises des « mesures destinées à en protéger le milieu, en harmonie avec les aspirations de la population et le développement économique et social ». Les parcs naturels doivent être composés d'un territoire de minimum 10 000 hectares.
Les missions des parcs naturels wallons, définies par le décret du gouvernement wallon du 3 juillet 2008, dépassent la seule protection du patrimoine naturel, et s'étendent à l'éducation à l'environnement et au développement durable local.
Il existe 13 parcs naturels en Wallonie :
| Image | nom                                       | Communes concernées                                                                                            | Superficie |
| ----- | ----------------------------------------- | --- | ---------- |
|       | Pays des Collines                         | Ath, Ellezelles, Flobecq, Frasnes-lez-Anvaing, Mont-de-l'Enclus                                                | 233 km2    |
|       | Hautes-Fagnes–Eifel Hohes Venn-Eifel      | Amel, Baelen, Bullange, Butgenbach, Burg-Reuland, Eupen, Jalhay, Malmedy, Raeren, Saint-Vith, Stavelot, Waimes | 720 km2    |
|       | Plaines de l'Escaut                       | Rumes, Brunehaut, Antoing, Péruwelz, Beloeil, Bernissart                                                       | 260 km2    |
|       | Hauts-Pays                                | Colfontaine, Dour, Frameries, Honnelles, Quévy, Quiévrain                                                      | 157 km2    |
|       | Viroin-Hermeton                           | Viroinval | 120 km2    |
|       | Vallées de la Burdinale et de la Mehaigne | Braives, Burdinne, Héron, Wanze                                                                                | 110 km2    |
|       | Deux Ourthes                              | Bastogne, Gouvy, Houffalize, La Roche-en-Ardenne, Tenneville, Sainte-Ode                                       | 760 km2    |
|       | Haute-Sûre et de la forêt d'Anlier        | Bastogne, Vaux-sur-Sûre, Fauvillers, Habay, Martelange, Léglise, Neufchateau                                   | 833 km2    |
|       | Vallée de l'Attert                        | Attert | 70 km2     |
|       | Sources                                   | Spa, Stoumont                                                                                                  | 148 km2    |
|       | Gaume                                     | Virton, Meix-devant-Virton, Florenville, Rouvroy, Musson, Étalle, Tintigny, Aubange, Saint-Léger               | 581 km2    |
|       | Ardenne méridionale                       | Bertrix, Bièvre, Bouillon, Daverdisse, Gedinne, Herbeumont, Paliseul, Vresse-sur-Semois, Wellin                | 945 km2    |
|       | Cœur de Condroz                           | Assesse, Ciney, Gesves, Hamois, Havelange, Ohey                                                                | 530 km2    |

### Zone humide d'intérêt biologique
L'arrêté de l'Exécutif régional wallon relatif à la protection des zones humides d'intérêt biologique édicté en 1989 définit des zones humides d'intérêt biologique dont la valeur écologique et scientifique est reconnue. Elles sont l'objet d'un gestion au cas par cas, avec une protection passive stricte des espèces animales et végétales indigènes. Il en existe 55 en 2022.

### Cavité souterraine d'intérêt scientifique
L'arrêté du Gouvernement wallon organisant la protection des cavités souterraines d'intérêt scientifique de 1995 crée le statut de cavités souterraines d'intérêt scientifique (CSIS) afin de protéger des grottes et cavités dont la valeur écologique, géologique, historique et scientifique est reconnue. Elles font l'objet de mesures et de travaux pour assurer la croissance, l'alimentation, la reproduction, le repos, l'hibernation ou la survie des espèces qui y vivent et sont protégées contre la détérioration et la destruction. Il en existe 76 en 2022.

## Aires protégées en Flandre

### Paysages régionaux

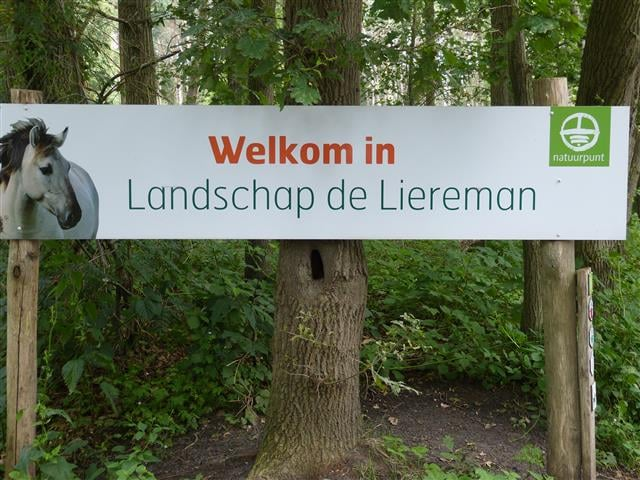
Landschap de Liereman.

Les paysages régionaux (Regionale Landschappen) sont définis spécifiquement par la réglementation flamande mais ne sont pas définis comme des aires protégées[réf. nécessaire]. Ils désignent des territoires comprenant un paysage culturel spécifique au travers d'un patrimoine culturel et naturel caractéristique. 16 ont été créés à ce jour et recouvraient en 2017 69% des communes flamandes et, en 2021, 11 635 km2 (pour une région de 13 522 km2).:
- Paysage régional Houtland (Flandre occidentale)
- Paysage régional Meetjesland (Flandre orientale)
- Paysage régional de l'Escaut et de la Durme (nl) (Flandre orientale)
- Paysage régional Ardennes flamandes (Flandre orientale)
- Paysage régional de Haute-Campine (nl) (Province d'Anvers)
- Paysage régional de la Grande et Petite Nèthe (nl) (Province d'Anvers)
- Paysage régional du pays des rivières (nl) (Province d'Anvers)
- Paysage régional Pays de la Dyle (Brabant flamand)
- Paysage régional des Coutres brabançonnes (nl) (Brabant flamand)
- Paysage régional du Nord-Hageland (nl) (Brabant flamand)
- Paysage régional Pajottenland & vallée de la Senne (Brabant flamand)
- Paysage régional du Sud-Hageland (nl) (Brabant flamand)
- Paysage régional de Hesbaye et des Fourons (nl) (Limbourg)
- Paysage régional de Campine et du pays de la Meuse (nl) (Limbourg)
- Paysage régional Basse Campine (Limbourg)
- Paysage régionale du Westhoek (Flandre occidentale)

Anciennes dénominations :
- Paysage régional  de l'Yser et des polders (nl) (Flandre occidentale) de 2004 à 2018, puis fusionné avec le Regionaal Landschap West-Vlaamse Heuvels
- Paysage régional des Monts des Flandres (Flandre occidentale) de 1992 à 2018, puis fusionné avec le Regionaal Landschap IJzer en Polder

La couverture importante (86% du territoire régional) s'explique par l'absence de critères de désignation servant de référentiel pour la qualité/quantité des espaces désigné, ou pour leur valeur patrimoniale. Originellement le concept était celui d'une marque de qualité territoriale basée sur le paysage, mais est devenu en fin de compte une structure territoriale accompagnant les acteurs de celui-ci dans la prise en compte de la nature et la transversalité. Bien qu'ils aient comme objectif comme d'améliorer la qualité écologique des zones rurales en se basant sur le territoire comme levier de développement régional (tourisme, nature, etc.), leur concept est très différent des autres parcs naturels régionaux européens.
Un parc a été défini spécialement, indépendamment des autres statuts, à la frontière des Pays-Bas : le Parc transfrontalier de Zoom-Kalmthoutse Heide.

## Conventions internationales

### Patrimoine mondial
La Belgique compte un bien naturel inscrit en 2015 sur la liste du patrimoine mondial  de l'UNESCO: la Forêt de Soignes, qui fait partie du bien transfrontalier des forêts primaires de hêtres des Carpates et d'autres régions d'Europe.

### Sites Ramsar
La convention de Ramsar est entrée en vigueur en Belgique le 4 juillet 1986 et comptait 9 sites en 2020.
En janvier 2020, le pays compte 23 sites Ramsar  (zones humides d'importance internationale), couvrant une superficie de 469,44 km2 (soit environ 1,5% du territoire belge).